# Sturgeon Lake (Alberta)
Pour les articles homonymes, voir Sturgeon Lake.
Sturgeon Lake est un lac situé en Alberta au Canada.
Sa superficie est de 49,1 km2 et sa profondeur maximum de  9.5 m. Il fait partie du bassin de la Little Smoky River (en) et est situé à une altitude de 673 m.